# Galiano
Públio Licínio Inácio Galiano (c. 218 – setembro de 268) governou o Império Romano como coimperador com o seu pai, Valeriano, de 253 a 260, e tornou-se nesse ano o único imperador romano até 268. Galiano tomou o controlo do império numa época em que ele atravessava uma grande crise. O seu reinado foi misto, pois se por um lado alcançou algumas vitórias militares, por outro foi incapaz de impedir que muitos dos seus domínios cedessem.
Uma das características-chave da crise do terceiro século foi a incapacidade demonstrada pelos imperadores em manter de forma minimamente prolongada o controlo sobre o império. O reinado de Galiano foi, apesar de tudo, uma excepção a esta regra, o que poderá dever-se em parte ao facto de ter agido como imperador secundário de seu pai, Valeriano, de 253 a 260. O pai e o filho exerciam a sua autoridade sobre uma área mais pequena, o que permitia um controlo e uma presença imperial mais flexíveis. Outra razão para esse relativo sucesso, mais provável, foi o sucesso de Galiano em convencer Roma de que era o seu melhor homem.

## Ascensão ao trono
Em 260, Valeriano foi feito prisioneiro por Sapor I, soberano do Império Sassânida, enquanto tentava negociar um acordo de paz. Embora soubesse que o seu pai fora capturado vivo (o único imperador a sofrer este destino) e que se dizia que fora esfolado e transformado num banquinho para os pés, Galiano não tornou pública a morte de Valeriano senão um ano mais tarde. Essa decisão deveu-se ao facto de os romanos acreditarem que a sua sorte era melhor ou pior consoante a sorte do imperador, a qual, por sua vez, dependia de ele demonstrar a dose apropriada de devoção (em latim, pietas) aos deuses e de lograr manter os seus favores. Um imperador derrotado significaria certamente que os deuses teriam esquecido Valeriano e, por extensão, Galiano.

## Sucessos e derrotas militares
Uma vez como imperador único, Galiano conseguiu vencer os alamanos no norte da península Itálica, e mais tarde os godos e sármatas na Ilíria. Mas não conseguiu evitar a usurpação da sua autoridade no Ocidente (Gália, Hispânia e Britânia) pelo gaulês Póstumo, que fez-se aclamar imperador em Colônia Agripina e matou o filho de Galiano, Salonino.
No Oriente, Galiano conseguiu eliminar os usurpadores Macriano Maior e seus filhos, Macriano Menor e Quieto, em 262, mas ao preço de aceitar a autoridade exercida no Oriente pelo imperador de Palmira, Odenato, marido da rainha Zenóbia, que conteve os persas e estendeu a influência de Palmira até a Mesopotâmia.

## Ideologia e reformas
Apesar de Galiano ser um aristocrata e intelectual, apaixonado pela cultura helênica e amigo do filósofo Plotino,que buscou na divinização do imperador uma legitimidade para além dos sucessos guerreiros, sua maior contribuição para a recuperação do Império Romano consistiu nas suas reformas militares:
- Eliminou os senadores do exercício de comandos militares - após 260, não se conhece mais nenhum comandante de legião de origem senatorial - eliminando os diletantes e a abrindo caminho para a ascensão funcional de uma série de militares de carreira de origem humilde;
- Organizou um poderoso corpo de cavalaria, estacionado em Mediolano - provavelmente como um posto avançado de defesa contra a invasão da Itália pelo imperador gaulês Póstumo - o qual, com as mudanças na técnica militar romana exigidas pela guerra defensiva, que favorecia um exército de rápido deslocamento que permitisse aos romanos entrar em contato o mais rápido possível com as forças invasoras dos bárbaros saqueadores - tornar-se-ia o ponto de partida para a formação de um verdadeiro "sindicato" de competentes generais, na sua maioria ilírios, muitos dos quais, como Cláudio II, Aureliano e Probo, ascenderiam ao trono imperial depois de Galieno;
- Ao dividir, por força de suas necessidades de chefe militar, seu local de residência habitual entre Mediolano e Sisica, na Panônia, inaugurou também a prática romano-tardia de uma capital imperial "funcional", próxima ao fronte, em oposição a Roma, cuja posição central impedia o imperador de acompanhar de perto e diretamente as operações militares.

## Assassinato
No fim de 267 ou início de 268, o comandante Auréolo, um dos generais de Galiano, foi estacionado na Récia na liderança da legião local. Nesse momento, dirigiu-se para Mediolano com sua legião, deixando a Récia desprotegida, e obteve o comando da cavalaria estacionada nos arredores da cidade. Dali, rebelou-se contra Galiano, primeiro como tenente de Póstumo e então como usurpador em próprio nome; Michel Polfer sugeriu que se declarou imperador, mas logo em seguida aliou-o a Póstumo. Aurélio Victor alegou que Auréolo usurpou o poder em por desgostar na inação de Galiano. Galiano, que estava em campanha contra os godos que atacaram os Bálcãs, entregou o comando da campanha a Marciano e imediatamente partiu à Itália com o grosso do exército de campo; os generais Cláudio, Aureliano e Heracliano o acompanharam. O exército rebelde foi encontrado em Pontirolo, como é hoje chamada a Ponte de Auréolo sobre o Ada a algumas milhas de Mediolano. O exército foi derrotado decisivamente e repelido à cidade, onde foi sitiado.
Várias são as versões dos eventos relativos ao cerco, não sendo possível determinar uma única possibilidade. Mas em todas elas, o imperador Galiano é assassinato antes do fim do cerco. João Zonaras dá duas versões do assassinato. Na primeira, um relato falso de que o inimigo atacou chegou aos ouvidos de Galiano enquanto tomava café da manhã. Se apressou para montar seu cavalo e galopou acompanhados de poucos homens. No caminho, foi abordado por uma tropa que não lhe dá as cortesias costumeiras e ao perguntou o que queriam respondem que queriam acabar com seu reinado. O cavalo de Galiano ficou preso na beira de um riacho e ele foi surpreendido por um homem que atirou uma lança nele. Cai do cavalo e após sofrer por algum tempo, morreu por perda de sangue. Na segunda versão, o autor diz que Heracliano e Cláudio acordaram-o com falsas notícias de que Auréolo estava atacando e foi golpeado quando pulou da cama.
Zósimo diz que certo homem, o capitão de uma tropa de cavalaria dálmata, disse a Galiano no jantar que batedores relataram a aproximação de Auréolo. Galiano pediu por seu cavalo e cavalgou insuficientemente armado, sendo morto por ele. Já a História Augusta diz que Marciano e Cecrópio enviaram mensagem a Galiano de que Auréolo estava perto. Ele cavalgou como se fosse batalhar e é morto, talvez pelas armas de Cecrópio. Para Aurélio Victor, Aureliano (ou Herculiano noutra versão do texto) causa sua morte ao retirá-lo de sua tenda em noite tempestuosa sob alegação de que o inimigo atacou. Ele foi transpassado por uma arma lançada no escuro e seu assassino não foi identificado. João de Antioquia diz que Heracliano, descrito como comandante da cavalaria dálmata, matou Galiano no jantar na presença de Cláudio. Todas essas versões, para John Bray, se assemelham a um dos dois relatos de Zonaras, o que confirma a validade deles; segundo Bray, a literatura apoia a primeira versão e coloca Cecrópio como o assassino.